# Docodon victor
Docodon victor — вимерлий вид всеїдних ссавцеподібних (Mammaliformes). Вид існував у кінці юрського періоду (156-145 млн років тому). Скам'янілі рештки виду знайдені у відкладеннях озерного пісковику формування Морісон у штаті Вайомінг, США. Описаний по нижній правій щелепі (голотип YPM 11826
). Всього відомо сім знахідок решток виду, всі виявлені у типовому місцезнаходжені.